# Хлорталідон
Хлорталідон (англ. Chlortalidone, лат. Chlortalidonum) — синтетичний препарат, що належить до групи тіазидоподібних діуретиків, і за хімічним складом є похідним сульфонаміду. Діуретик тривалої дії. Хлорталідон запатентований у 1957 році, та застосовується у клінічній практиці з 1960 року.

## Фармакологічні властивості
Хлорталідон — синтетичний препарат, що є похідним сульфонаміду та належить до групи тіазидоподібних діуретиків. Механізм дії препарату полягає у пригніченні реабсорбцію іонів натрію та хлору, а також води, у кортикальному сегменті петлі Генле та в початковій частині дистальних канальцях нирок, що призводить до збільшення виведення їх із організму. Хлорталідон також сприяє відкриттю калійзалежних кальцієвих каналів, сприяє інгібуванню позаниркових форм фермента карбоангідрази, в тому числі тих, які сприяють розвитку вазоспазму. Хлорталідон також підвищує утворення опосередкованого карбоангідразою оксиду азоту, доведено також зменшення агрегації тромбоцитів, та сприяння ремоделюванню лівого шлуночка при застосуванні хлорталідону. При застосуванні хлорталідону спостерігається тривалий сечогінний та антигіпертензивний ефект, як при самостійному застосуванні, так і при застосуванні в комбінації з іншими препаратами. При застосуванні хлорталідону спостерігається менше метаболічних порушень, зокрема гіпокаліємії, ніж при застосуванні інших сечогінних препаратів. Хлорталідон більш безпечний та ефективний при застосуванні в порівнянні з іншими сечогінними препаратами при порушенні функції печінки, проте неефективний при нирковій недостатності. Хлорталідон також може застосовуватися для припинення лактації.

### Фармакокінетика
Хлорталідон відносно повільно і добре всмоктується після перорального застосування, біодоступність препарату складає 64 %. Максимальна концентрація препарату в крові досягається протягом 2,6 години. Хлорталідон добре розподіляється в організмі, проходить через плацентарний бар'єр та виділяється в грудне молоко. Після всмоктування хлорталідон швидко зв'язується з ферментами еритроцитів, повільно вивільняючись назад у плазму крові, де препарат знаходиться у своєрідному резервуарі. Метаболізується препарат у печінці. Виводиться хлорталідон з організму як із сечею, так і з калом. Період напіввиведення препарату становить у середньому 50 годин, і він може збільшуватися при порушеннях функції печінки і нирок.

## Показання до застосування
Хлорталідон застосовується при артеріальній гіпертензії (як монотерапія, так і у комбінації з іншими антигіпертензивними препаратами), для лікування периферичних набряків, для лікування хронічної серцевої недостатності, та лікування нецукрового діабету.

## Побічна дія
При застосуванні хлорталідону можуть спостерігатися наступні побічні ефекти:
- З боку шкірних покривів та алергічні реакції — свербіж шкіри, кропив'янка, фотодерматоз, алергічний васкуліт, шкірний висип.
- З боку нервової системи — головний біль, запаморочення, парестезії, зрідка порушення зору.
- З боку травної системи — сухість у роті, нудота, блювання, запор або діарея, панкреатит, біль у животі, холестаз або жовтяниця.
- З боку серцево-судинної системи — тахікардія, ортостатична артеріальна гіпотензія.
- З боку дихальної системи — алергічний набряк легень, утруднене дихання.
- З боку опорно-рухового апарату — судоми та гіпотонія м'язів.
- З боку сечостатевої системи — інтерстиційний нефрит, імпотенція.
- Зміни в лабораторних аналізах — тромбоцитопенія, еозинофілія, лейкопенія, агранулоцитоз, підвищення рівня креатиніну та сечовини в крові, гіперкальціємія, гіпонатріємія, гіпокаліємія, гіперглікемія.

## Протипокази
Хлорталідон протипоказаний при підвищеній чутливості до препарату та інших похідних сульфонаміду, при важкій нирковій недостатності та печінковій недостатності, вираженій гіпокаліємії, гломерулонефриті, вираженій гіпонатріємії, вираженій гіперкальціємії, симптоматичній гіперурикемії.

## Форми випуску
Хлорталідон як монопрепарат випускається у вигляді таблеток по 0,025 та 0,05 г. Також хлорталідон випускається у комбінації з атенололом та азилсартаном.

## Заборона використання у спортсменів
Хоча хлорталідон безпосередньо не є препаратом, який може використовуватися як допінг для покращення спортивних результатів, він, як і інші сечогінні препарати, заборонений для використання спортсменами згідно рішення Всесвітнього антидопінгового агентства як засіб, що сприяє приховуванню вживання допінгу, і виявлення хлорталідону в організмі спортсменів під час змагань може служити причиною їх дискваліфікації.

## Синоніми
Бренди: Edarbyclor, Tenoretic, Thalitone, Uridon
Дженерики: Novo-thalidone, Chlorthalidone, Apo atenidone, ТАКЛОР (TAKLOR), Дихлор